# Алхесирас
Алхесирас је лучки град на југу шпанске провинције Кадиз у аутономној заједници Андалузија.

## Географија
Алхесирас излази на Средоземно море и лежи само мало северније од најјужнијег шпанског града Тарифа. Оба града су недалеко од Гибралтара. Ово место са површином од 83,76 km² и 111.238 становника (по попису из 2005. године) налази се на 25 m надморске висине.

## Историја
Име Алхесирас потиче од арапског назива за зелено острво. Град је историјски значајан и због поморске битке која је била 6. и 12. јула 1801. године у којој су прво Енглези победили Французе, а потом је француско-шпанска флота победила енглеску. Овде се 1906. године одржала конференција ради решавања прве мароканске кризе.

## Становништво
Према процени, у граду је 2008. живело 115.333 становника.

| 1981.  | 1989.   | 1991.   | 2002.   |
| ------ | ------- | ------- | ------- |
| 86.042 | 101.256 | 101.556 | 101.468 |

## Привреда
Привредни значај има регионална рафинерија нафте. У околини Гибралтара су ниже цене уља због мањег порез.

## Саобраћај
Модерна лука Алхесирас је једна од значајнијих у свету. Добро је развијен са Африком поморски саобраћај, поготово са мароканским градом Тангер, као и са шпанским аутономним градом Сеута. Разлог овог дневног како лучког, тако и теретног саобраћаја је тај што почетком августа, за време одмора, марокански емигранти путују из Европе у Мароко код својих рођака.

## Партнерски градови
- Џибути
- Тангер
- Сеута